# Campoplex polychrosidis
Campoplex polychrosidis là một loài tò vò trong họ Ichneumonidae.